# Francisco Múgica
Pour les articles homonymes, voir Múgica.
Francisco Múgica, né le 10 avril 1907 à Buenos Aires et mort le 1985, est un réalisateur, scénariste et directeur de la photographie argentin.

## Biographie
Né dans une famille bourgeoise, il commence des études de médecine avant de rentrer dans les studios Lumiton en 1932, où il est opérateur et monteur pour un film de Manuel Romero en 1937. Sous son influence il devient réalisateur; son premier film en 1939 est une adaptation d'une pièce de théâtre de Jardiel Poncela. Son deuxième film Así es la vida (es) est un succès et le rend célèbre, mais ses films suivants ont été considérés comme moins bons.

## Filmographie

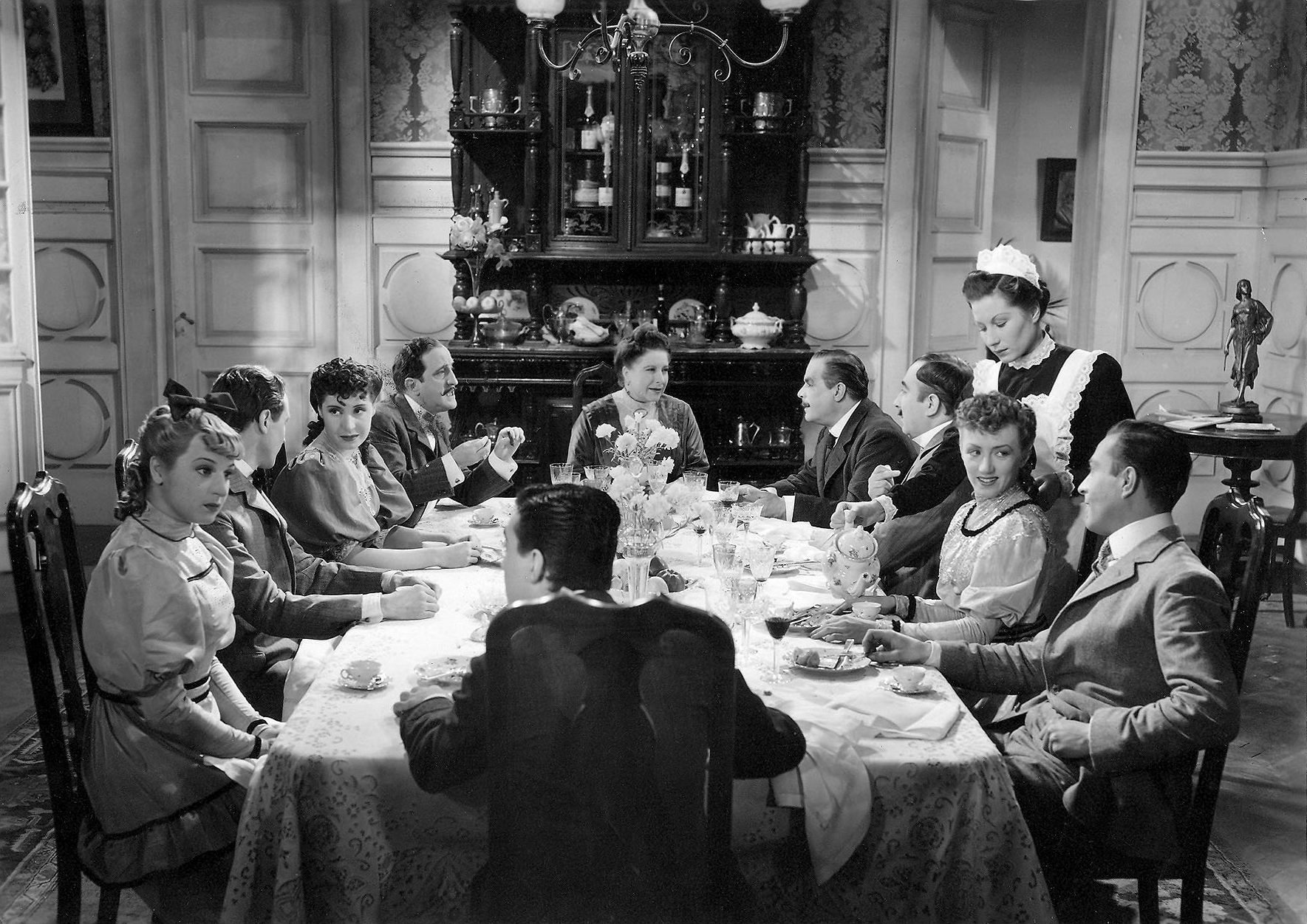
Scène du film Así es la vida (1939).

- 1939 : Margarita, Armando y su padre
- 1939 : Así es la vida (es)
- 1940 : Medio millón por una mujer
- 1941 : El Mejor papa del mundo
- 1941 : Los martes, orquídeas
- 1942 : Adolescencia (en)
- 1945 : Allá en el setenta y tantos
- 1948 : El barco sale a las diez
- 1951 : La picara cenicienta
- 1959 : He nacido en Buenos Aires
- 1961 : Mi Buenos Aires Querido